# São Gião (Nazaré)
Die Kirche São Gião, portugiesisch Igreja de São Gião, ist eines der ältesten christlichen Gotteshäuser Portugals und der Iberischen Halbinsel. Es ist westgotischen (visigotisch) Ursprungs und stammt wahrscheinlich aus dem 7. oder 8. Jahrhundert. Es soll auf den Resten eines römischen Neptuntempels errichtet worden sein. Die Kirche liegt in der portugiesischen Gemeinde Famalicão, südlich von Nazaré. Sie wurde in den 1960er Jahren entdeckt und befindet sich im Zustand der archäologischen Erkundung. Wenn auch Datierung und Einstufung im Einzelnen strittig sind, besteht Einigkeit darüber, dass es sich um eines der frühesten zum Teil erhaltenen Beispiele christlicher Baukunst auf der Iberischen Halbinsel handelt.

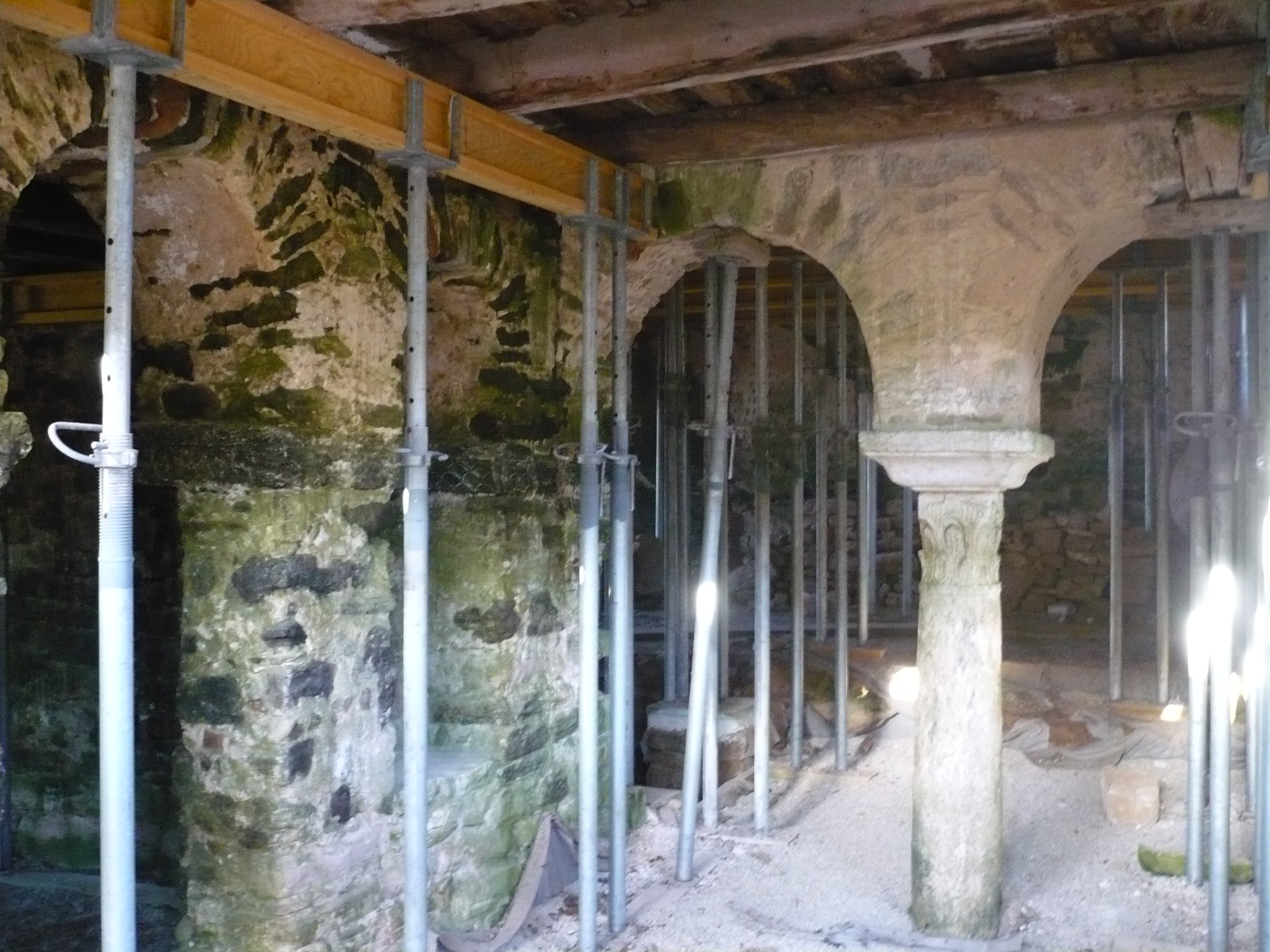
Arkaden

## Lage

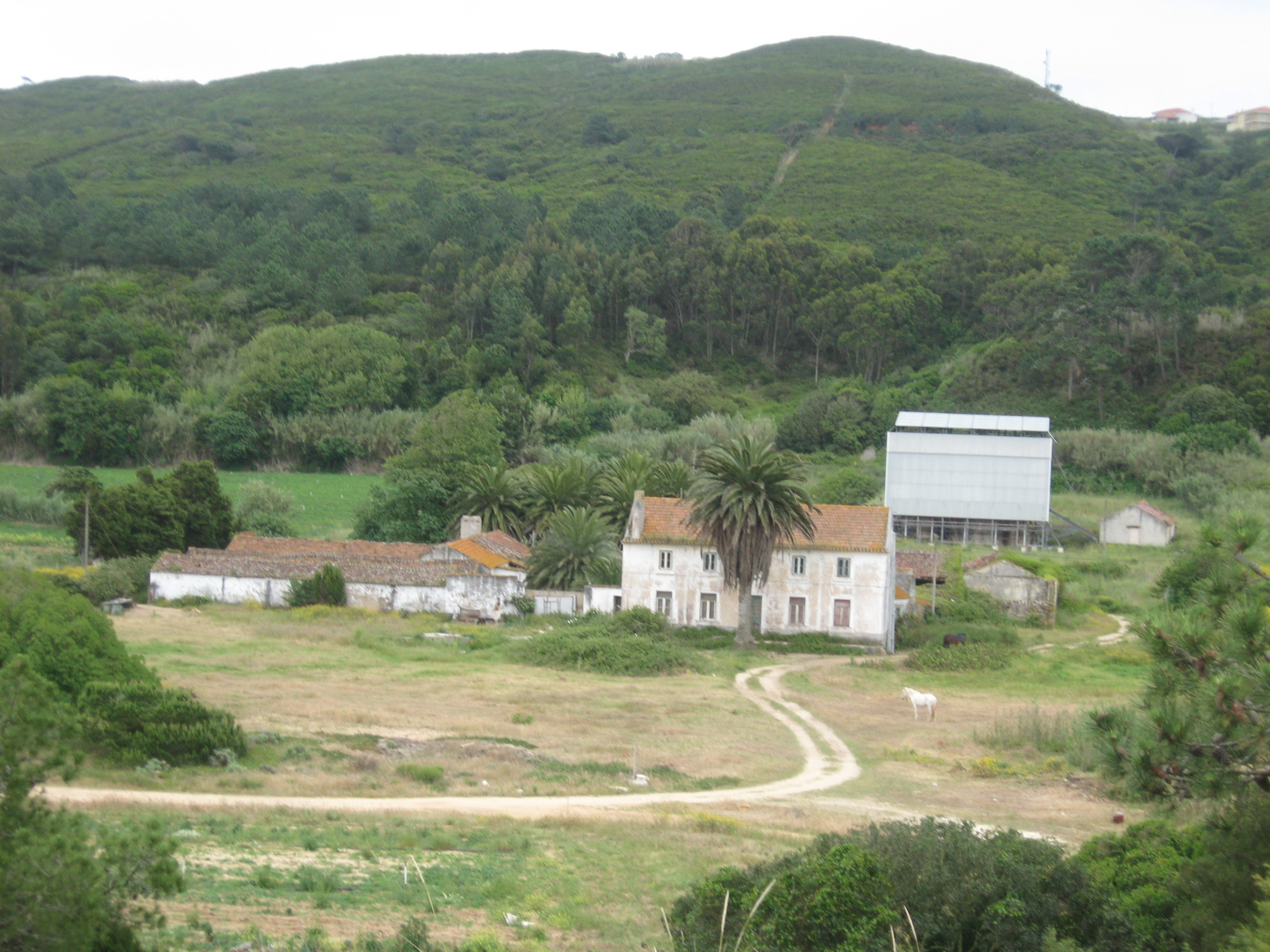
Quinta de São Gião mit Kirche

Die Kirche liegt in der Quinta de São Gião an der nördlichen Grenze der Gemeinde Famalicão, etwa fünf Kilometer südlich von Nazaré. Sie befindet sich am Fuße eines etwa 100 m hohen Höhenzuges, etwa 500 m vom Meer entfernt, der in dieser Region die Küstenlinie bildet. Die bis in die Mitte des 17. Jahrhunderts genutzte Kirche wurde 1986 unter Denkmalschutz gestellt. Sie begann im 18. Jahrhundert zu verfallen und ging schließlich in einem landwirtschaftlich genutzten Nebengebäude auf. Bei der Wiederentdeckung waren das Dach und ein Teil der Mauern eingefallen. Sie präsentiert sich heute unter großen Wellblechpaneelen, um sie und die seit Jahrzehnten laufenden archäologischen Arbeiten zu schützen. Um sie herum finden sich noch Reste von Bodenplatten, die offenbar Teil einer größeren Platzanlage waren. An ihr vorbei verlief ein Aquädukt, von dem noch Reste erhalten sind.

## Beschreibung

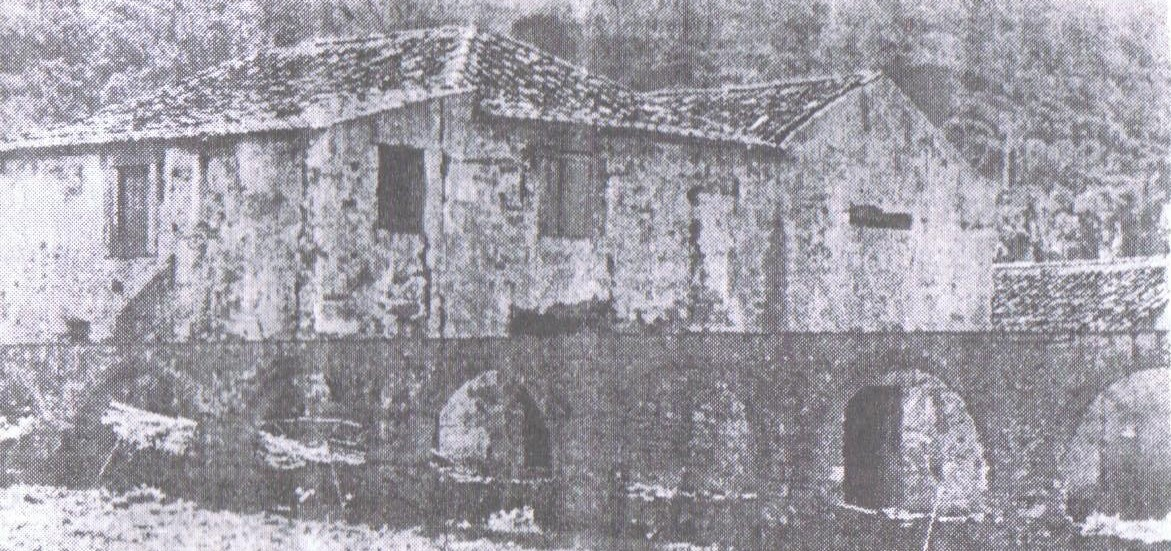
Vor Entdeckung der Kirche, um 1900

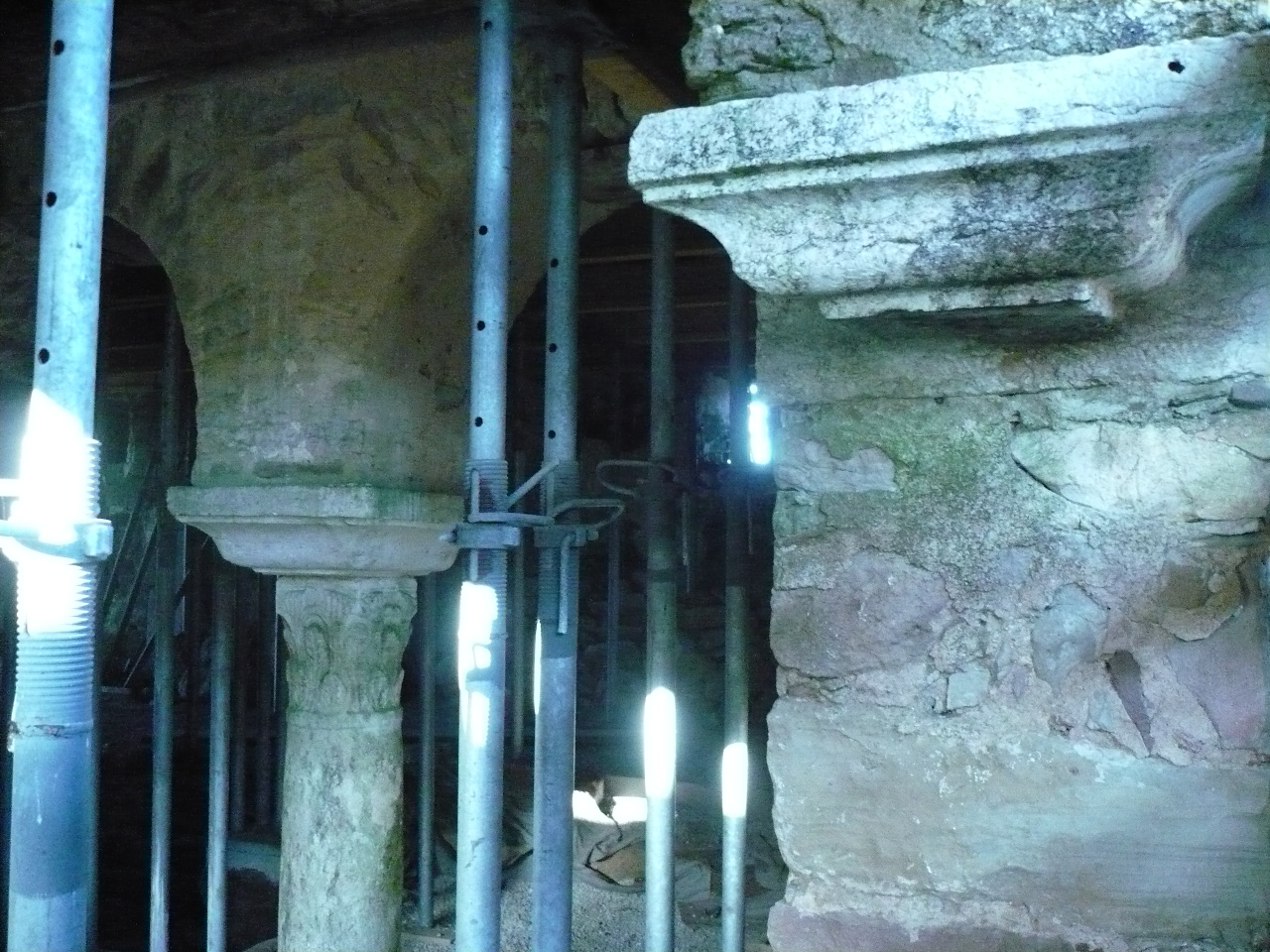
Gewölbe

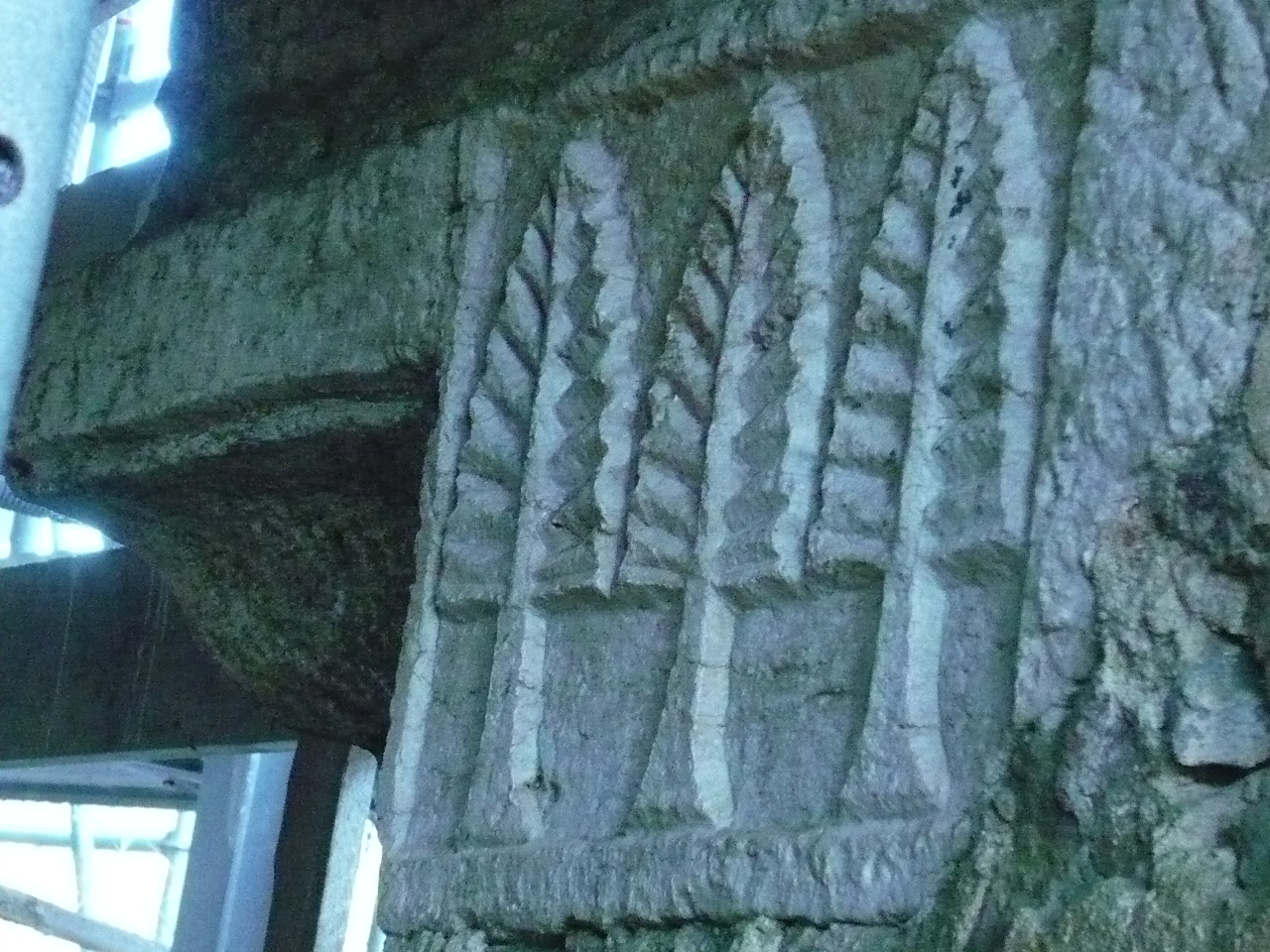
Ornamente

Die Kirche, mit den aus Bruchsteinen gebauten Wänden ist in ihrer gesamten Höhe erhalten. Sie ist einschiffig mit einer Tribüne über dem Eingang auf der Ostseite. An beiden Seiten des Kirchenschiffs verlaufen Arkaden, zur Apsis hin befindet sich ein Querschiff, das mittels zweier Säulen unterteilt wird. Die Apsis ist rechteckig. Das Gebäude ist 10,7 m breit und 13,85 m lang, das Schiff selbst ist nur 6,6 m lang und 3,9 m breit. Der Altarraum wird vom Schiff durch eine bis zum Dach reichende Wand getrennt, die in der Mitte eine 80 cm breite Tür mit oberhalb abschließendem Bogen und zwei seitliche kleine Fenster hat, die vermutlich mit Eisenflügeln schließbar waren. Es handelt sich um eine frühe Form der Ikonostase, einer Chorschranke, die den Altar, als sakralen Handlungen dienenden Raum, einschließlich des Chores, als Bereich der Priester und Kleriker vom Hauptschiff abtrennt, das den Gläubigen zur Verfügung stand. Die Arkaden dienten der Verbindung zu einer Zone, die als Presbyterium, Versammlungsstätte der Kirchenoberen, gedient haben konnte. Diese Zone ist zerstört. Sie besaß einen rechtwinkligen Grundriss und war mit einem Gewölbe bedeckt. Das Schiff gliedert sich in Einteilungen, die Zugang zu einfachen Türen und Nebenräumen gewähren.
São Gião ist die einzige Kirche in Portugal, von der bekannt ist, dass sie eine Ikonostase (Chorschranke) besitzt. In Spanien sind aus dieser Zeit noch einige frühromanische Kirchen nachweisbar (Kapelle bei Viguera - La Rioja), bei denen Chor und Laienraum durch Schranken getrennt sind, aber nicht durch eine Wand wie in São Gião. Es wird angenommen, dass es sich um eine Klosterkirche handelt, in der im abgetrennten Chor und Querschiff die Ordensgeistlichen liturgische Gesänge und Handlungen vornahmen.

## Westgotische Herkunft
Im ersten Jahrzehnt nach ihrer Entdeckung wurde die Kirche unter Beteiligung des Deutschen Archäologischen Instituts, Außenstelle Madrid, untersucht. Dabei wurde sie der vormaurischen Zeit (also vor 711) und der westgotischen Periode zuordnet. Der größte Teil der Iberischen Halbinsel wurde von ca. 470 an bis 711 von den Westgoten regiert, die im 4. Jahrhundert von Wulfila zum arianischen Christentum bekehrt worden waren. In der Zeit des hispanischen Reiches der Westgoten fand die Christianisierung der Iberischen Halbinsel ihren Abschluss, so dass christliche Monumente aus westgotischer Zeit zu den frühesten ihrer Art gehören. Indessen spielten die Westgoten bei der Christianisierung Hispaniens eine wichtige Rolle. Während für das 4. und 5. Jahrhundert auf der iberischen Halbinsel christliche Kirchen nur in schriftlichen Quellen nachgewiesen sind, gibt es für das 6. Jahrhundert eine Kirche, die mit einer unter der Kathedrale von Barcelona ausgegrabenen Kirche identisch sein könnte. Erst für das 7. Jahrhundert sind dann insgesamt 13 Kirchen nachgewiesen und identifiziert worden, wozu auch die Kirche von São Giãó gehört.

## Strittige Zuordnung
Einige portugiesische Archäologen bezweifeln in neuerer Zeit diese Zuordnung, sie klassifizieren die Kirche als asturische Kirche, einer Gattung, zu der man auf der Iberischen Halbinsel einige wenige Kirchen zusammenfasst, die vor oder auch während der maurischen Besatzung entstanden sind und von moçarabischen Christen genutzt wurden. Moçarabischen Christen waren unter der Maurenherrschaft gläubig gebliebene Iberer, die in von den Mauren nicht oder nicht mehr kontrollierten Regionen neue christliche Kirchen errichteten. Dass dies indessen in São Gião unter den Augen der in dem nur wenige Kilometer entfernten Kastell Alfeizerão lebenden Mauren geschehen wäre, erscheint fraglich.
Die Autoren führen für ihre Ansicht bestimmte Gestaltungselemente (wie die Holztribüne – nach anderer Meinung, vgl. u., gerade Hinweis auf einen frühkirchlichen Ursprung) und Materialuntersuchungen an. Auf der anderen Seite bestätigen sie, dass in den Bauteilen früher genutzte westgotische Bestandteile (Spolien) enthalten sind. Andere Autoren sehen auch muselmanische Elemente verwirklicht. Unabhängig von dieser Frage sind sich aber alle Wissenschaftler einig, dass der Standort der Kirche in die westgotische und wahrscheinlich sogar in die römische Zeit zurückreicht. In der näheren Umgebung wurden neben mittelalterlichen Gebrauchsgegenständen solche der westgotischen und der römischen Zeit gefunden. Sie werden im Museum Etnográfico e Arqueológico Dr. Joaquim Manso in Sítio, Nazaré aufbewahrt.
Der Ort der Kirche, Quinta de São Gião, liegt in leicht erhöhter Position am Rande einer Zone, die erst im 18. Jahrhundert verlandet ist, zuvor grenzte hier unmittelbar die Bucht von Nazaré mit dem noch im 16. und 17. Jahrhundert vorhandenen und zu Zeiten der portugiesischen Entdeckungsreisen aktiven Hafen von Pederneira an. Dieser Hafen wurde auch schon von den Mauren genutzt. Sie führten während der Reconquista hierüber ihre Angriffe gegen die das Kloster von Alcobaça errichtenden Mönche, wie im Jahre 1195. Die Funde aus römischer Zeit deuten ebenso auf eine frühere Nutzung. So zeugt die Kirche São Gião, ungeachtet der genauen zeitlichen Einstufung ihrer einzelnen Bauteile, von einer frühen vormaurischen Kultur in diesem Bereich, vermutlich am Rande eines Hafens gelegen.

## Chorschranke

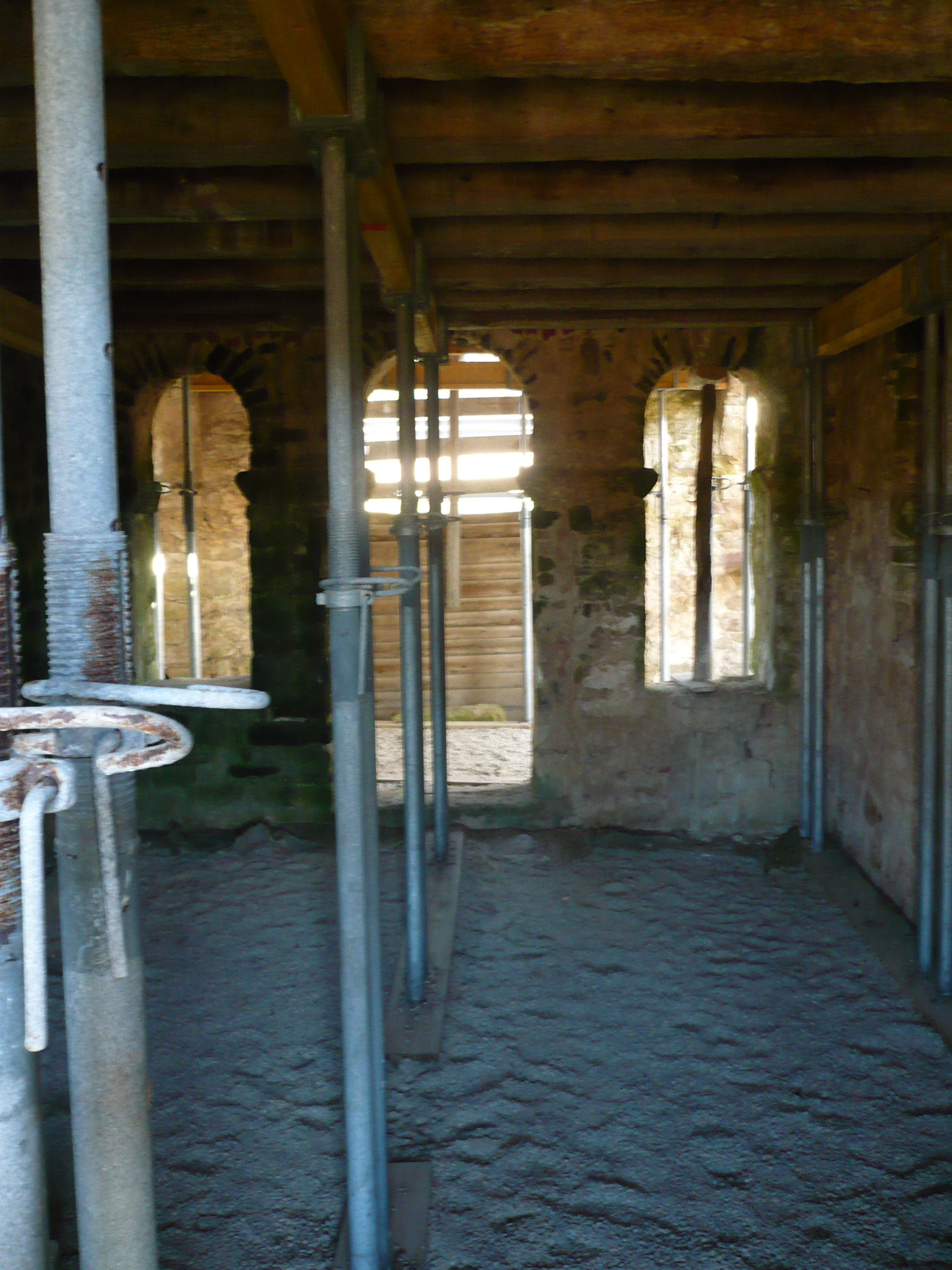
Frühchristliche Chorschranke

Dieser kulturelle und zeitliche Zusammenhang lässt auch die Chorschranke in einem anderen Licht erscheinen. Chorschranken, also die die Sicht beschränkende Trennung des den sakralen Handlungen vorbehaltenen Altarraums von dem Versammlungsraum der Gläubigen, entstammen der Frühkirche und waren seit dem 4. Jahrhundert vor allem im Bereich des östlichen und orientalischen Christentums bekannt. Sie sollen auf vorchristliche Tempelkulte zurückgehen, aber auch im jüdischen Tempel wurde der Sakralraum durch einen Vorhang getrennt. Im frühen Byzanz gibt es Beispiele für Abtrennungen durch Bauteile wie Säulen, Türen und Bögen. Erst in den folgenden Jahrhunderten vor allem nach Ende des Bilderstreits in Byzanz im Jahre 787 setzte sich auf breiter Ebene die mit Ikonen bestückte Ikonostase durch, die dieser Einrichtung den Namen gab. Nach der Art der Chorschranke, wie sie sich in Saõ Gião befindet, entstammt diese offensichtlich der frühkirchlichen östlichen/orientalischen Tradition einer Ikonostase, was auch für die frühe Datierung der Kirche in der ersten Deutung spricht. Zudem ist sie das einzige Beispiel für eine Ikonastase oder Chorschranke in Portugal. Die asturischen Kirchen Portugals kennen keine, so dass die Verwendung einer Chorschranke auch auf eine frühe Verbindung zum östlichen und orientalischen Christentum hindeutet. Schlunk-Hauschild weisen zudem darauf hin, dass auch die Verwendung einer Empore in der frühen Zeit auf der iberischen Halbinsel nicht vorkommt, jedoch im Osten des Mittelmeers und Nordafrika häufig anzutreffen war.

## Frühe Erwähnungen
Für diese frühchristliche Deutung sprechen auch Angaben in der spätmittelalterlichen Geschichtsschreibung. So weist 1597 der zu den Chronistas de Alcobaça, den Historikern des Klosters von Alcobaça, gehörende Frei Bernardo de Brito darauf hin, dass es sich bei São Gião um einen vor allem in der Westgotenzeit verehrten Heiligen handelt. Der Name Gião wird von „São Julião“, dem Heiligen Julian abgeleitet. Erwähnt wird die Kirche São Gião auch bei dem Alcobaçer Chronisten des 17. Jahrhunderts Frei António Brandão, der berichtet, dass seit einer starken Bevölkerungsabnahme aufgrund einer Pest zur Zeit des zweiten portugiesischen Königs Sancho I. (1154–1211) die Kirche zu verfallen begann. Im Jahre 1702 soll sie nach späteren Berichten als Stall gedient haben, nachdem sie seit Mitte des 17. Jahrhunderts nicht mehr zu Kulthandlungen genutzt worden sei. Die Abtei von Alcobaça, unter deren Jurisdiktion die Region stand, hatte sie bereits im 15. oder 16. Jahrhundert aufgegeben.

## Legenden aus römischer Zeit
In verschiedenen Legenden – auch der Chronist Frei Bernardo de Brito berichtet 1608 darüber – wird von einer in der Gegend der Bucht von Nazeré stattgefundenen Schlacht berichtet, in der ein römischer Konsul namens Décio Juno Bruto die römischen Legionen zum Sieg geführt und zum Dank an die Götter dort einen Tempel errichtet habe. Décio Juno Bruto war tatsächlich zwischen 140 und 130 v. Chr. Gouverneur der Provinz Hispania Ulterior, zu dieser Zeit eine der beiden römischen Provinzen auf der iberischen Halbinsel, und trug entscheidend zur für die Römer siegreichen Beendigung des von 155–138 v. Chr. unter Anführung des sagenhaften lusitanischen Helden Viriato geführten Lusitanischen Krieges bei, bei dem die einheimischen Bewohner zeitweise von Karthago (vgl. Dritter Punischer Krieg) unterstützt wurden. Mit dem Ende des Krieges nahmen die Römer erstmals den ganzen Westen der iberischen Halbinsel ein und damit auch von der Atlantikküste Besitz. Der Krieg wurde zwar überwiegend im Süden und später dann auch im Norden geführt, es gibt aber einige Aktionen von Décio Juno Bruto, die in die Region der Stadt Scallabis angesiedelt werden, wie die heutige Stadt Santarém zur römischen Zeit hieß. Scallabis bildete einen der drei Unterbezirke der späteren römischen Provinz Lusitania, wozu auch das Gebiet des heutigen Landkreises Nazaré gehörte. Einen realen Bezug erhält diese Legende dadurch, dass Schlunk-Hauschild es für möglich erachten, das die Kirche von São Gião auf einem römischen Neptuntempel gebaut sei.

## Legenden aus christlicher Zeit
Auf der anderen Seite dieser früheren Bucht liegt in etwa 4,5 km Entfernung oberhalb von Nazaré in Sítio das Santuário de Nossa Senhora da Nazaré, das Heiligtum Unsere Lieben Frau von Nazareth, über Jahrhunderte (und bis zu Beginn des 20. Jahrhunderts) die bedeutendste portugiesische Wallfahrtsstätte, wo eine aus dem ersten Jahrtausend stammende schwarze stillende Madonna verehrt wird. Der Legende nach wurde diese Figur durch den letzten christlichen König der iberischen Halbinsel, dem Westgoten Roderich, auf seiner Flucht vor den Mauren, die 711 die iberische Halbinsel eingenommen hatten, nach Sítio gebracht. Die Madonna soll dort vor den Muselmanen versteckt worden sein bis zu ihrer 1179 erfolgten Wiederentdeckung durch einen Gefährten des ersten Königs von Portugal, nachdem die Mauren wieder aus diesem Gebiet vertrieben worden waren. Diese Legende findet nach einigen Autoren nunmehr Bestätigung durch eine nur wenige Kilometer vom Versteck entfernte frühchristliche kleine klösterliche Gemeinde im Bereich der Kirche von São Gião, die einerseits als Ziel der Flucht des letzten christlichen Königs Hispaniens hätte dienen können (nach historischen Quellen fiel König Roderich bei der Entscheidungsschlacht gegen die Mauren am Fluss Guadalete im Jahre 711), anderseits gibt diese frühchristliche Stätte auch eine mögliche andere Erklärung für die Herkunft der in Sítio im 12. Jahrhundert entdeckten ebenso frühchristlichen Madonna.